# Nabela Qoser
Nabela Qoser (tiếng Trung: 利君雅; Hán-Việt: Lợi Quân Nhã; sinh ngày 6 tháng 7 năm 1986) là một nhà báo và phát thanh viên Hồng Kông. Cô hiện là Trợ lý Cán bộ Chương trình tại RTHK và hiện là người đồng tổ chức chương trình trò chuyện RTHK Tuần này. Cô là phóng viên tin tức tiếng Trung đầu tiên không phải là người gốc Hoa ở Hồng Kông. Nữ nhà báo thu hút sự chú ý của giới truyền thông vào năm 2019 sau cuộc chất vấn thẳng thừng của cô với các quan chức chính phủ.

## Tiểu sử
Qoser sinh ra ở Hồng Kông, với cha mẹ là người nhập cư Pakistan. Cô cho rằng mình thông thạo tiếng Quảng Đông là do cô được học ở các trường phổ thông, cũng như xem các chương trình truyền hình tiếng Quảng Đông hàng ngày. Cô đạt điểm A môn Tiếng Trung trong Kỳ thi Chứng chỉ Giáo dục Hồng Kông (HKCEE), và tốt nghiệp Khoa Báo chí Truyền hình của Đại học Baptist Hồng Kông năm 2008.
Qoser là thành viên của Cộng đồng Hội nhập Văn hóa, một tổ chức ủng hộ chủ nghĩa đa văn hóa ở Hồng Kông.

## Sự nghiệp
Sau khi tốt nghiệp, Qoser gia nhập Now TV với tư cách là một phóng viên tin tức. Cô trở thành phóng viên tin tức tiếng Trung đầu tiên của Hồng Kông mà không phải là người gốc Hoa. Sau đó, Qoser gia nhập TVB News với vai trò là phóng viên, đôi khi là người dẫn Tin tức lúc 6:30. Cô rời TVB vào năm 2015 và gia nhập Ming Pao với vai trò là một nhà báo.

### RTHK
Qoser gia nhập RTHK với tư cách là Trợ lý Giám đốc chương trình vào ngày 3 tháng 10 năm 2017. Kể từ tháng 9 năm 2020, cô làm MC cho chương trình trò chuyện về các vấn đề thời sự This Week trên RTHK TV 31.
Qoser thu hút sự chú ý của giới truyền thông sau khi thẩm vấn các quan chức chính phủ về vụ đụng độ Nguyên Lãng 2019. Đặc khu trưởng Lâm Trịnh Nguyệt Nga và một số quan chức chính phủ đã tổ chức một cuộc họp báo vào ngày 22 tháng 7 năm 2020, hơn mười tiếng sau vụ tấn công của đám đông, để trả lời các câu hỏi của giới truyền thông. Trong cuộc họp báo, Qoser đã chất vấn Lâm cùng Ủy viên Cảnh sát Stephen Lo về phản ứng chậm trễ của chính phủ đối với vụ tấn công. Nữ nhà báo đã so sánh cuộc họp báo muộn của chính phủ với cuộc họp được tổ chức vào lúc 4 giờ sáng ngay sau sự kiện Chiếm đóng Hội đồng Lập pháp Hồng Kông vào ngày 1 tháng 7. Cô tiếp tục thúc ép chính phủ về việc liệu vụ tấn công có phải là một hành động bắt tay giữa chính phủ, cảnh sát và hội Tam Hoàng hay không. Khi Lâm từ chối trả lời trực tiếp, Qoser bảo bà ấy rằng hãy "trả lời như một con người" (tiếng Trung: 講人話; Hán-Việt: giảng nhân thoại); Qoser cũng chất vấn các quan chức chính phủ rằng liệu họ có thể ngủ ngon vào ban đêm sau vụ tấn công hay không. Cách đặt câu hỏi sắc bén của cô đối với các quan chức chính phủ đã được ca ngợi trên các phương tiện truyền thông cùng các diễn đàn Internet, trong đó cư dân mạng gọi cô là "người phóng viên có lương tâm" (tiếng Trung: 良心記者; Hán-Việt: lương tâm ký giả).
Trong cuộc họp báo của cảnh sát vào ngày 6 tháng 8 năm 2019, Qoser đã hỏi các sĩ quan cảnh sát tại sao họ không bắt giữ ngay lập tức những kẻ tấn công đám đông vào ngày 21 tháng 7, không giống như các vụ bắt giữ nhanh chóng của họ vào những ngày gần đây. Tiếp đến là các câu hỏi liên quan đến việc cảnh sát không cảnh báo công chúng, và trên đoạn phim CCTV cho thấy sự hiện diện của cảnh sát vào đêm hôm đó; nữ nhà báo vẫn cố chấp khi phát ngôn viên cảnh sát trả lời câu hỏi của cô một cách gián tiếp. Cô bị đồn rằng đã bị cấm tham gia các cuộc họp báo của cảnh sát do quá thẳng thắn trong các câu hỏi của mình, mặc dù Hiệp hội nhân viên Chương trình RTHK giải thích rằng cô không phải chịu áp lực từ phía RTHK hay lực lượng cảnh sát. Trong cuộc họp báo của cảnh sát về cái chết của Chu Tử Nhạc vào tháng 11 năm 2019, cô liên tục chất vấn cảnh sát về khả năng họ có liên quan đến cái chết của Chu. Khi cảnh sát cố gắng chuyển sang câu hỏi tiếp theo thì các nhà báo khác cũng tham gia hội nghị yêu cầu Qoser tiếp tục câu hỏi của cô ấy.
Vào tháng 1 năm 2020, Qoser đã phỏng vấn nhà chính trị ủng hộ Bắc Kinh Hà Quân Nghiêu trong một tập của This Week. Tập phim mà Qoser dẫn chương trình, ban đầu liên quan đến cuộc tranh luận giữa Hà Quân Nghiêu và nam diễn viên Huỳnh Thu Sinh, mặc dù Huỳnh Thu Sinh đã bỏ dở vào phút cuối khi nghe tin một tai nạn đã khiến bố vợ anh qua đời; để đáp lại, Qoser đã phỏng vấn trực tiếp Hà Quân Nghiêu. Cuộc phỏng vấn sôi nổi bao gồm việc thảo luận về cuộc đụng độ Nguyên Lãng. Hà Quân Nghiêu khẳng định rằng cuộc tấn công được kích động bởi Lâm Trác Đình, khi y đưa người đến Nguyên Lãng để khiêu khích cư dân địa phương. Qoser khiển trách Hà Quân Nghiêu bằng cách chỉ ra rằng cuộc tấn công đầu tiên ở Nguyên Lãng đêm đó xảy ra lúc 9:50 tối, trước khi Lâm xuất hiện lần đầu bên trong Trạm Nguyên Lãng lúc 10:50 tối. Sau cuộc phỏng vấn, một số tín đồ của nhóm ủng hộ Hà Quân Nghiêu "Silent Majority" đã đưa ra những lời bình luận mang tính chủng tộc đến Qoser.
Vào tháng 9 năm 2020, RTHK thông báo với Qoser rằng họ sẽ "mở lại" cuộc điều tra đối với các khiếu nại liên quan đến Qoser nhận được từ tháng 7 đến tháng 11 năm 2019, bao gồm màn "thể hiện" của cô trong các cuộc họp báo của chính phủ và yêu cầu gia hạn thời gian thử việc thêm 120 ngày. Đáng lẽ ra thời gian thực tập của cô chỉ kéo dài ba năm và sẽ kết thúc vào tháng 10 năm 2020. Các đồng nghiệp gia nhập RTHK cùng thời điểm với cô đã hoàn tất thời gian thử việc. Công đoàn RTHK phản đối mạnh mẽ việc kéo dài thời gian quản chế của Qoser, coi đây là hành động "rất bất công" và "đàn áp vô cớ". Lãnh đạo công đoàn Gladys Chiu cho biết Qoser đã hoàn thành sáu bài đánh giá trong thời gian thử việc và mọi vấn đề liên quan đến công việc chuyên môn của nữ nhà báo đều đã được nêu ra. Theo thông tin mà Ming Pao có được, quyết định được đưa ra sau áp lực từ các cơ quan hành pháp bên ngoài đối với RTHK.

### Quấy rối truyền thông
Qoser đã phải đối mặt với những lời lẽ của phe ủng hộ Bắc Kinh kể từ khi bắt đầu các cuộc biểu tình năm 2019, trong đó người dùng mạng xã hội để lại bình luận trên các trang mạng xã hội ủng hộ Bắc Kinh, nhắm vào màu da và sắc tộc của cô. Vào ngày 21 tháng 1 năm 2020, Ủy ban Cơ hội Bình đẳng đã ban hành một tuyên bố, bày tỏ "mối quan tâm nghiêm trọng" về các bình luận trên mạng xã hội và nhắc lại lập trường của ủy ban chống lạm dụng bằng lời nói. Tuyên bố, không đề cập trực tiếp đến tên của Qoser, đã đề cập đến Sắc lệnh Phân biệt Chủng tộc Race Discrimination Ordinance (Chương 602), cấm phân biệt đối xử và quấy rối dựa trên chủng tộc của một người.